# Crnjelovo Gornje
Crnjelovo Gornje je naselje v občini Bijeljina, Bosna in Hercegovina. 

## Deli naselja
Burum Donji, Burum Gornji, Crnjelovo Gornje, Grede, Lopandići in Polje.

## Prebivalstvo
| Pregled števila prebivalcev po letih | Pregled števila prebivalcev po letih | Pregled števila prebivalcev po letih | Pregled števila prebivalcev po letih | Pregled števila prebivalcev po letih | Pregled števila prebivalcev po letih |
| ------------------------------------ | ------------------------------------ | ------------------------------------ | ------------------------------------ | ------------------------------------ | ------------------------------------ |
| 1948                                 | 1953                                 | 1961                                 | 1971                                 | 1981                                 | 1991                                 |
| -                                    | -                                    | -                                    | 1.933                                | 1.903                                | 1.840                                |

| Narodna sestava prebivalstva po letih                                                                                          | Narodna sestava prebivalstva po letih                                                                                           | Narodna sestava prebivalstva po letih                                                                                            |
| --- | --- | --- |
| 1971 | 1981 | 1991 |
| . skupaj: 1.933 Srbi 1.923 (99,48 %) Muslimani 4 (0,20 %) Hrvati 1 (0,05 %) Jugoslovani 0 (0,00 %) drugi in neznano 5 (0,25 %) | . skupaj: 1.903 Srbi 1.885 (99,05 %) Hrvati 1 (0,05 %) Muslimani 0 (0,00 %) Jugoslovani 16 (0,84 %) drugi in neznano 1 (0,05 %) | . skupaj: 1.840 Srbi 1.787 (97,11 %) Hrvati 1 (0,05 %) Muslimani 1 (0,05 %) Jugoslovani 35 (1,90 %) drugi in neznano 16 (0,86 %) |